# De dievenbende van Scipio
De dievenbende van Scipio (oorspronkelijke Duitse titel: Herr der Diebe) is een jeugdboek, geschreven door de Duitse jeugdschrijfster Cornelia Funke. Het werd in Nederland bekroond met een Zilveren Griffel en er is een film van gemaakt.

## Samenvatting
Prosper vlucht samen met zijn kleine broertje Bo naar Venetië. Daar worden ze opgevangen door Wesp, een meisje dat woont in een bioscoop. Ze biedt aan om hen mee te nemen naar haar woonplaats, een vervallen bioscoop. Ze woont daar samen met nog twee andere jongens: Riccio en Mosca. Ook is er Scipio, een mysterieuze jongen, die voor hen spullen steelt om aan geld te komen. Die spullen verkopen ze aan Barbarossa, de enige winkeleigenaar die spullen van hen koopt. Op een dag krijgen ze de opdracht om een houten vleugel te stelen. Als ze dat doen krijgen ze veel geld. Maar is hun opdrachtgever wel echt te vertrouwen? En is Scipio eigenlijk wel echt wie hij zegt te zijn?